# Maylandia lanisticola
Maylandia lanisticola és una espècie de peix de la família dels cíclids i de l'ordre dels perciformes.

## Descripció
Fa 5,4 cm de llargària màxima.

## Alimentació
El seu nivell tròfic és de 2,75.

## Hàbitat i distribució geogràfica
És un peix d'aigua dolça (pH entre 7,5 i 8), demersal i de clima tropical (23 °C-25 °C; 13°S-15°S), el qual viu a l'Àfrica oriental: és un endemisme del llac Malawi (Malawi).

## Observacions
És inofensiu per als humans i forma part del comerç de peixos d'aquari.